# Muszaki
Muszaki (niem. Muschaken) – wieś w Polsce położona w województwie warmińsko-mazurskim, w powiecie nidzickim, w gminie Janowo. Do 1954 roku siedziba gminy Muszaki. W latach 1975–1998 miejscowość administracyjnie należała do województwa olsztyńskiego.
Przez wieś przebiega droga wojewódzka nr 604.

## Historia
Wieś lokowana na 20 łanach, na prawie chełmińskim w 1359 r. Szkołę zbudowano w pierwszej połowie XVIII w. W 1812 r. w Muszakach były 34 domy i 176 mieszkańców. 1858 r. wieś obejmowała obszar 3343 morgi. W 1871 r. we wsi były 62 budynki mieszkalne z 439 mieszkańcami.
Na początku XIX w. we wsi był kościół, stara plebania, park, stacja kolejowa Muszaki oraz zakład wychowawczy o nazwie Emaus. Na wyposażeniu kościoła znajdował się zabytkowy, późnogotycki kielich złocony i grawerowany. Drugi kielich był barokowy z 1752 r, fundacji pastora Ciały. Parafia ewangelicka istniała w Muszakach od XVI w., w 1882 roku liczyła 4451 wiernych mówiących po polsku i 225 mówiących po niemiecku. W 1890 r. we wsi znajdowały się 73 domy i mieszkało 429 osób. W 1939 r. w Muszakach mieszkało 631 osób.
Kościół został zniszczony w 1945, na jego miejscu zbudowano kaplicę.

## Lokalna legenda
Według relacji miejscowej ludności, latem 1873, nad lokalnym wzgórzem pojawiło się zjawisko, które miało następujący przebieg:
Ujrzano olbrzymią, wielokolorową łunę. Po kilkunastu minutach tworzące ją koła, wydając dziwne odgłosy, uniosły się w górę po czym zaczęły opadać rozchodząc się po całym terenie. Zjawisko to powtórzyło się po kilku dniach. Opis zjawiska został umieszczony na łamach Gazety Olsztyńskiej przez Edwarda Martuszewskiego, nieżyjącego już historyka i publicystę. Zdaniem Martuszewskiego, zjawisko miało charakter naturalny, a wywołane zostało przez znajdujące się na terenie miejscowości złoża rudy żelaza.